# جمعية فراونهوفر
جمعية فراونهوفر (بالألمانية:Fraunhofer-Gesellschaft) هي منظمة ألمانية تختص بالأبحاث التطبيقية تأسست في 26 مارس 1949 في ميونخ، وأخذت اسمها نسبة إلى العالم والمهندس ورجل الأعمال الألماني الشهير فراونهوفر (1787-1826). تعد جمعية فرانهوفر أحد أبرز المؤسسات البحثية وأشهرها، حيث تضم هذه الجمعية نحو 80 مؤسسة بحثية، منها 58 معهداً تتوزع في أكثر من 40 موقعاً في ألمانيا، كما يتبع لها أيضاً 6 مراكز في الولايات المتحدة وثلاثة في آسيا. ويعمل في الجمعية 15000 شخص معظمهم من المختصين في العلوم والهندسة بمختلف فروعهن. وتبلغ الميزانية السنوية لجمعية فراونهوفر 1.4 مليار يورو (أي بمعدل يقارب تسعين ألف يورو عن كل باحث). يأتي جزء كبير من تمويل الجمعية من الدولة الألمانية، إلا أن قرابة ثلثي التمويل يأتي عبر عقود مشاريع مع الحكومة والقطاع الصناعي. وقد ساهم أسلوب التمويل هذا في دفع الجمعية قدماً في مجال الأبحاث التطبيقية، كما أنه عزز من مرونة الجمعية وقدراتها الذاتية في التعاطي مع المشاريع.
ولعل من أشهر مشاريع جمعية فراونهوفر هو اختراعها لنظام ضغط ملفات الصوت إم بي 3. وقد بلغت إيرادات الجمعية من تراخيص هذا النظام حوالي 100 مليون يورو عام 2005.
الفارق الأكبر بين جمعية فراونهوفر وجمعية ماكس بلانك هو أن جمعية فراونهوفر تقوم بالأبحاث في مجالات العلوم التطبيقية، في حين تتجه أبحاث جمعية ماكس بلانك عادة إلى العلوم الأساسية.

## وصلات خارجية
- الموقع الرسمي لجمعية فراونهوفر
- معلومات حول الجمعية
- قائمة مراكز الأبحاث والمعاهد التابعة للجمعية
- الوظائف الشاغرة لدى جمعية فراونهوفر